# Paul Wegener (acteur)
Paul Wegener (Arnoldsdorf, hedendaags Jarantowice in Polen), 11 december 1874–Berlijn, 13 september 1948) was een Duits filmacteur, scriptschrijver en filmregisseur die bekend stond om zijn pioniersrol in de Duitse expressionistische cinema.

## Carrière
Wegener besloot op 20-jarige leeftijd zijn rechtenstudie te beëindigen en zich te concentreren op acteren en door de Duitse provincies te toeren, voordat hij in 1906 bij Max Reinhardts acteergroep kwam. In 1912 wendde hij zich tot het nieuwe medium van films en verscheen hij in de 1913-versie van Der Student von Prag. Tijdens het maken van deze film hoorde hij voor het eerst de oude Joodse legende van de Golem en begon hij het verhaal aan te passen aan film, waarbij hij samen met Henrik Galeen het script regisseerde en schreef. Zijn eerste versie van het verhaal Der Golem (1915, nu verloren gegaan) was een succes en vestigde de reputatie van Wegener. In 1917 maakte hij een parodie op het verhaal genaamd Der Golem und die Tänzerin, maar het was zijn herbewerking van het verhaal, Der Golem, wie er in die Welt kam (1920), die bekend staat als een van de klassiekers van de Duitse cinema, uiteindelijk de plaats van Wegener in de filmgeschiedenis wist te versterken.

## Filmografie (selectie)
- 1913: Der Verführte

- 1913: Der Student von Prag (ook regie)
- 1913: Evinrude
- 1915: Der Golem (ook regie, verloren film)
- 1916: Rübezahls Hochzeit (ook regie)
- 1916: Der Yoghi (ook regie)
- 1917: Der Golem und die Tänzerin (ook regie, verloren film)
- 1917: Hans Trutz im Schlaraffenland (ook regie)
- 1918: Der Rattenfänger von Hameln (ook regie)
- 1918: Der fremde Fürst (ook regie)
- 1918: Apocalypse (korte antioorlog-film)
- 1919: Der Galeerensträfling (ook regie)
- 1920: Nachtgestalten
- 1920: Der Golem, wie er in die Welt kam (co-regie met Carl Boese)
- 1920: Steuermann Holk
- 1920: Sumurun
- 1921: Die Geliebte Roswolskys
- 1921: Der verlorene Schatten
- 1922: Loves of Pharaoh
- 1922: Sterbende Völker
- 1922: Das Liebesnest
- 1922: Monna Vanna
- 1922: Lucrezia Borgia
- 1922: Herzog Ferrantes Ende
- 1922: Vanina
- 1923: Der Schatz der Gesine Jakobsen
- 1923: S.O.S. Die Insel der Tränen
- 1925: Lebende Buddhas
- 1926: The Magician
- 1926: Dagfin
- 1927: Ramper, der Tiermensch
- 1927: Glanz und Elend der Kurtisanen
- 1927: Arme kleine Sif
- 1927: Svengali
- 1927: Die Weber
- 1927: Die Welt ohne Waffen
- 1928: Alraune
- 1930: Fundvogel
- 1932: Unheimliche Geschichten
- 1932: Marschall Vorwärts
- 1932: Das Geheimnis um Johann Orth
- 1933: Hans Westmar
- 1933: Inge und die Millionen
- 1934: Die Freundin eines großen Mannes
- 1934: Ein Mann will nach Deutschland
- 1935: ... nur ein Komödiant
- 1936: Moskau – Shanghai
- 1936: August der Starke
- 1936: Die Stunde der Versuchung
- 1937: Krach und Glück um Künnemann
- 1937: Unter Ausschluß der Öffentlichkeit
- 1939: Das unsterbliche Herz
- 1940: Das Mädchen von Fanö
- 1940: Zwielicht
- 1941: Mein Leben für Irland
- 1941: Das Mädchen von Fanö
- 1941: Mein Leben für Irland
- 1942: Diesel
- 1942: Hochzeit auf Bärenhof
- 1942: Der große König
- 1943: Wenn die Sonne wieder scheint
- 1944: Seinerzeit zu meiner Zeit
- 1945: Der Fall Molander
- 1945: Kolberg
- 1949: The Great Mandarin
- 1951: Augen der Liebe

## Theater
- 1932: Heinrich von Kleist: Der Prinz von Homburg – Regie: Max Reinhardt (Deutsches Theater Berlin)
- 1933: Henrik Ibsen: John Gabriel Borkman (Borkmann) – Regie: ? (Komödie Berlin)
- 1945: Gotthold Ephraim Lessing: Nathan der Weise (Nathan) – Regie: Fritz Wisten (Deutsches Theater Berlin)

## Hoorspel
- 1945: Professor Mamlock (titelrol) – Regie: Hannes Küpper (Berliner Rundfunk)

## Wegeners publicaties
- Der Galeerensträfling: Nach dem Filmroman (= Film-Romane. Bd. 2). Bewerkt door Erich Effler. Knoblauch, Berlin 1920.
- Der Golem, wie er in die Welt kam. Eine Geschichte in 5 Kapiteln. Scherl, Berlin 1921.
- Flandrisches Tagebuch 1914. Rowohlt, Berlin 1933.

- Bibsys: 7000136
- Biblioteca Nacional de España: XX1672942
- Bibliothèque nationale de France: cb151065287 (data)
- Catàleg d'autoritats de noms i títols de Catalunya: 981058616897906706
- Gemeinsame Normdatei: 118765981
- International Standard Name Identifier: 0000 0001 2037 1616
- Library of Congress Control Number: n81003588
- Nationale Bibliotheek van Letland: 000258442
- MusicBrainz: 9b08bcca-a2be-4fb1-afb9-009fd3dd1131
- Nationale Bibliotheek van Tsjechië: mzk2011647454
- Nationale Bibliotheek van Israël: 987007271024805171
- Nationale Bibliotheek van Polen: a0000003647731
- Nederlandse Thesaurus van Auteursnamen: 15854014X
- SNAC: w613008r
- Système universitaire de documentation: 074025139
- Trove: 1192030
- Union List of Artist Names: 500066768
- Virtual International Authority File: 66762932
- WorldCat: E39PBJrcqCmW39dH9HG7YcVDMP